# Florian Schwarthoff
Florian Schwarthoff (né le 7 mai 1968 à Dortmund) est un athlète allemand pratiquant le 110 mètres haies qui se distinguait par son physique longiligne atypique de 2,01 m pour 83 kg. Souvent abonné aux places d'honneur, il est néanmoins médaillé olympique en 1996.

## Biographie

### Débuts
Florian Schwarthoff commence l'athlétisme en 1981 au LG Erlangen. En 1986 il devient champion d'Allemagne du saut en longueur, avant de se consacrer exclusivement au 110 m haies : la même année il est vice-champion d'Allemagne junior, et l'année suivante vice-champion d'Europe junior, battu par le Britannique Tony Jarrett. En 1987 il remporte également son premier titre national senior, participe à ses premiers championnats du monde, se faisant éliminer en demi-finale, et reçoit le trophée du meilleur athlète junior allemand de l'année.

### 1988-1990
En salle, durant la période 1988-1990, il atteint trois années de suite la finale des championnats d'Europe en salle, décrochant la médaille de bronze en 1990, derrière le Soviétique Igors Kazanovs et Jarrett.
En plein air, ses principaux résultats sont une place de quart de finaliste aux Jeux olympiques de Séoul en 1988 et une médaille de bronze aux Universiades de Duisbourg en 1989. Il devient à partir de 1989 un membre régulier de l'équipe de RFA (puis d'Allemagne) en Coupe d'Europe des nations.
Du point de vue chronométrique, Schwarthoff, qui entre-temps a changé de club et concourt maintenant pour le TV Heppenheim, réalise 13 s 37 en 1989 en demi-finale à Duisbourg, égalant ainsi le temps de l'Est-allemand Thomas Munkelt datant de 1977, ce qui lui permet de terminer à la dixième place des bilans annuels.
Un record national qu'il égale à nouveau en 1990 à Bensheim. Il remporte deux nouveaux titres nationaux en 1988 et 1990 ; seul son compatriote Dietmar Koszewski lui dispute la suprématie nationale, en devenant champion de RFA en 1989 puis en obtenant le bronze lors des championnats d'Europe de 1990 à Split, là où Schwarthoff échoue en demi-finale.

### 1991-1995
En 1991, au sein de l'Allemagne réunifiée, Schwarthoff est deuxième de la coupe d'Europe en 13 s 43, derrière Colin Jackson fin juin, et remporte les championnats d'Allemagne en juillet dans le même temps, devant Koszewski. Qualifié pour les championnats du monde, il y prend la 7e place. 
L'année 1992 est l'occasion pour l'Allemand de se rapprocher des meilleurs mondiaux. Le 14 mai au meeting de Bad Homburg, il pulvérise le record national de 24 centièmes pour le porter à 13 s 13. Il ne remporte pas la course, étant battu de 3 centièmes par le Canadien Mark McKoy, mais se positionne parmi les favoris des Jeux olympiques de Barcelone. Sur sa lancée, il réalise successivement 13 s 15 à Séville, derrière l'Américain Tony Dees et McKoy, 13 s 25 à Munich pour un nouveau titre de champion d'Allemagne, 13 s 16 à Salamanque où il devance le Cubain Emilio Valle, et 13 s 20 au meeting Nikaïa, de nouveau derrière Dees. À Barcelone, il finit cinquième en 13 s 29 d'une finale remportée par McKoy.
En 1993 il obtient la quatrième place aux championnats du monde en salle en 7 s 54, à deux centièmes de son record personnel établi en 1990. Mais en plein air les performances de 1992 ne sont pas au rendez-vous : il assure une deuxième place à la coupe d'Europe en 13 s 50 et se rend aux championnats du monde de Stuttgart avec un meilleur temps de 13 s 40 réalisé à Fresno en début de saison. Il améliore ce temps en demi-finale (13 s 31) puis en finale (13 s 27) pour prendre la cinquième place d'une course remportée par Colin Jackson en 12 s 91, un nouveau record du monde.
En 1994 Schwarthoff gagne pour la première fois le 110 m haies de la coupe d'Europe désormais devenue annuelle, performance qu'il rééditera les trois années suivantes. En 13 s 35 il prend le meilleur sur l'Ukrainien Vladimir Belokon. Il améliore ce temps d'un centième à Erfurt pour un nouveau titre national. À Helsinki, il se qualifie facilement pour la finale des championnats d'Europe. Il décroche la médaille d'argent en 13 s 16, s'intercalant entre les deux Britanniques, Colin Jackson au meilleur de sa forme et Jarrett, ce qui lui vaut la 4e place aux bilans mondiaux. À ses côtés, ses compatriotes Mike Fenner et Claude Edorh complètent le tir groupé des Allemands, aux 4e et 5e places. En fin de saison, Schwarthoff obtient la quatrième place à la coupe du monde des nations.
L'émergence des hurdleurs allemands se confirme en 1995. Alors que Schwarthoff entame le mois de juin par deux victoires, le 1er à Iéna en 13 s 30 devant son compatriote Eric Kaiser, puis le 3 à Hof en 13 s 24, le lendemain, 4 juin, Fenner remporte la course de Scheeßel dans le temps étonnant de 13 s 06, devant Kaiser crédité de 13 s 08. Ce temps améliore de 7 centièmes les 13 s 13 que Schwarthoff avait réalisés en 1992. Ce dernier prend sa revanche lors des championnats d'Allemagne. Le 2 juillet 1995, au Weserstadion de Brême, il reprend son record, en réalisant 13 s 05 et surclassant Kaiser (deuxième en 13 s 38), tandis que Fenner ne finit que quatrième. L'un des favoris des championnats du monde de Göteborg, il réalise le deuxième meilleur temps des quarts de finale en 13 s 24, avant de chuter en demi-finale. En fin d'année il change de club et se licencie au LAC Quelle Fürth/München.

### 1996, médaille olympique
En début de saison 1996 l'Allemand aligne les victoires, avec notamment 13 s 14 le 24 mai à Rhede. Lors de la Coupe d'Europe des nations il prend le meilleur sur Colin Jackson en 13 s 20. Il bat une nouvelle fois le Britannique à Nuremberg, l'emportant en 13 s 11. Le 23 juin il remporte facilement les championnats d'Allemagne en 13 s 20, puis les meetings de Salamanque et de Nice début juillet, avant le grand rendez-vous olympique d'Atlanta, où il négocie bien les trois premières courses, réussissant 13 s 13 dans la deuxième demi-finale, contre 13 s 10 pour l'Américain Allen Johnson dans la première. En finale, il finit troisième derrière Johnson et Mark Crear en réussissant à garder 2 centièmes d'avance sur Jackson, seulement quatrième. Intégré au relais 4 × 100 m allemand, il se qualifie pour les demi-finales où le relais est contraint à l'abandon.

### 1997, au pied du podium
En 1997, Florian Schwarthoff remporte pour la quatrième fois consécutive le 110 m haies de la coupe d'Europe des nations, à nouveau devant Jackson qui menait à la dernière haie mais se fait battre sur le plat. L'Allemand remporte pour la quatrième fois consécutive les championnats nationaux. À Stuttgart il subit la domination d'Allen Johnson et d'Anier García. Aux championnats du monde d'Athènes, il remporte sa demi-finale. Il prend un départ moyen en finale, et manque la médaille de bronze pour deux centièmes, après s'être jeté sur la ligne, battu par Johnson qui, en 12 s 93, établit la meilleure performance mondiale de l'année, Jackson revenu à son meilleur niveau depuis trois ans, et le Slovaque Igor Kovác. Qualifié pour la finale du Grand Prix IAAF, il y réalise la meilleure performance de sa saison en 13 s 11, derrière Mark Crear.

### 1998-2001
L'année 1998 est en demi-teinte pour l'Allemand, battu aux championnats nationaux par Falk Balzer, qui lui sera préféré pour la coupe d'Europe des nations, et par Mike Fenner. Il est néanmoins qualifié pour les championnats d'Europe, où il réalise une bonne demi-finale en 13 s 19, son meilleur temps de l'année, mais doit se contenter de la quatrième place en finale, derrière Colin Jackson qui bat le record des championnats, son compatriote Falk Blazer, et le Néerlandais Robin Korving.
En 1999 il rejoint le club ABC Ludwigshafen, récupère le titre national abandonné en 1998, et obtient une place de finaliste aux championnats du monde de Séville.
En 2000, à 32 ans, il participe à ses quatrièmes Jeux olympiques et y obtient la sixième place. En fin de saison, il quitte son entraîneur de toujours, Hansjörg Holzamer, et rejoint le club OSC Berlin sous la houlette de Uwe Hakus, où il retrouve aussi Mike Fenner.
En 2001 il participe à ses septièmes championnats du monde mais échoue en demi-finale.

### Fin de carrière
En 2002, il réalise une bonne saison hivernale, avec une deuxième place aux championnats d'Allemagne, puis la cinquième place aux championnats d'Europe en salle.
En plein air, malgré des problèmes au talon d'Achille, Schwarthoff remporte son douzième titre de champion national.
Aux Championnats d'Europe, qui se déroulent à Munich, il décroche un dernier accessit avec la quatrième place en 13 s 37, son meilleur temps de l'année.
Il met fin à sa carrière à l'issue de sa participation à la Coupe du monde des nations.

### Technique
Hansjörg Holzamer, l'entraîneur de Florian Schwarthoff pendant presque toute sa carrière, et qui s'est par ailleurs aussi occupé de sauteurs en longueur, comme le médaillé olympique Hans Baumgartner, a élaboré un entraînement ciblé, basé sur la sensorimotricité et les recherches en biomécanique. En procédant par essais et erreurs il a réussi à perfectionner la technique individuelle de ses athlètes.
L'autre particularité de l'allemand, sa grande taille, rendait d'autant plus compliqué de respecter le rythme de trois foulées entre chaque haie sans heurter l'obstacle. Cela lui imposait de courir les talons le plus bas possible durant les trois foulées entre chaque haie.

### Palmarès
| Date | Compétition                    | Lieu       | Résultat | Épreuve     | Temps   |
| ---- | ------------------------------ | ---------- | -------- | ----------- | ------- |
| 1987 | Championnats d'Europe juniors  | Birmingham | 2e       | 110 m haies | 13 s 81 |
| 1989 | Universiade                    | Duisbourg  | 3e       | 110 m haies | 13 s 63 |
| 1990 | Championnats d'Europe en salle | Glasgow    | 3e       | 60 m haies  | 7 s 61  |
| 1991 | Championnats du monde          | Tokyo      | 7e       | 110 m haies | 13 s 41 |
| 1992 | Jeux olympiques                | Barcelone  | 5e       | 110 m haies | 13 s 29 |
| 1993 | Championnats du monde en salle | Toronto    | 4e       | 60 m haies  | 7 s 54  |
| 1993 | Championnats du monde          | Stuttgart  | 5e       | 110 m haies | 13 s 27 |
| 1994 | Championnats d'Europe          | Helsinki   | 2e       | 110 m haies | 13 s 16 |
| 1995 | Finale du Grand Prix IAAF      | Monaco     | 3e       | 110 m haies | 13 s 29 |
| 1996 | Jeux olympiques                | Atlanta    | 3e       | 110 m haies | 13 s 17 |
| 1997 | Championnats du monde          | Athènes    | 4e       | 110 m haies | 13 s 20 |
| 1997 | Finale du Grand Prix IAAF      | Fukuoka    | 2e       | 110 m haies | 13 s 11 |
| 1998 | Championnats d'Europe          | Budapest   | 4e       | 110 m haies | 13 s 23 |
| 1999 | Championnats du monde          | Séville    | 7e       | 110 m haies | 13 s 39 |
| 2000 | Jeux olympiques                | Sydney     | 6e       | 110 m haies | 13 s 42 |
| 2002 | Championnats d'Europe en salle | Vienne     | 5e       | 60 m haies  | 7 s 59  |
| 2002 | Championnats d'Europe          | Munich     | 4e       | 110 m haies | 13 s 37 |
| 2002 | Coupe du monde des nations     | Madrid     | 6e       | 110 m haies | 13 s 79 |

#### National
- 110 m haies : 3 titres de champion de RFA (1987, 1988, 1990) et 9 titres de champion d'Allemagne (1991, 1992, 1994-1997, 1999, 2000, 2002)[35].
- 60 m haies (salle) : 3 titres de champion de RFA (1988-1990) et 1 titre de champion d'Allemagne (1992).

### Records
| Épreuve                    | Performance | Lieu         | Date            |
| -------------------------- | ----------- | ------------ | --------------- |
| 110 mètres haies           | 13 s 05     | Brême        | 2 juillet 1995  |
| 60 mètres haies (en salle) | 7 s 52      | Sindelfingen | 17 février 1990 |